# Throw Me a Rope
Throw Me A Rope è stato il primo singolo estratto di KT Tunstall. È stato pubblicato come vinile nel 2004 e si è limitato a 300 copie. Non compare in Eye to the Telescope, ma proviene dal suo extended play del 2004, False Alarm, e dal suo album acustico del 2006, Acoustic Extravaganza.

## Tracklist
- 7 "

1. "Throw Me A Rope" - 3:18
2. "Black & White" - 2:46